# Geisenheim
Geisenheim település Németországban, Hessen tartományban. Lakosainak száma 11 776 fő (2023. december 31.).

## Fekvése
Lorchtól délkeletre, a Rothenberg tövében fekvő település.

## Leírása
Régi kisváros pezsgőpincékkel, állami borászati, gyümölcstermesztési és kertészeti tan- és kutatóintézettel.

## Nevezetességek
- Rheingaui Dóm - 1518-ban fejezték be, 1838-ban épült két új toronnyal.

## Galéria

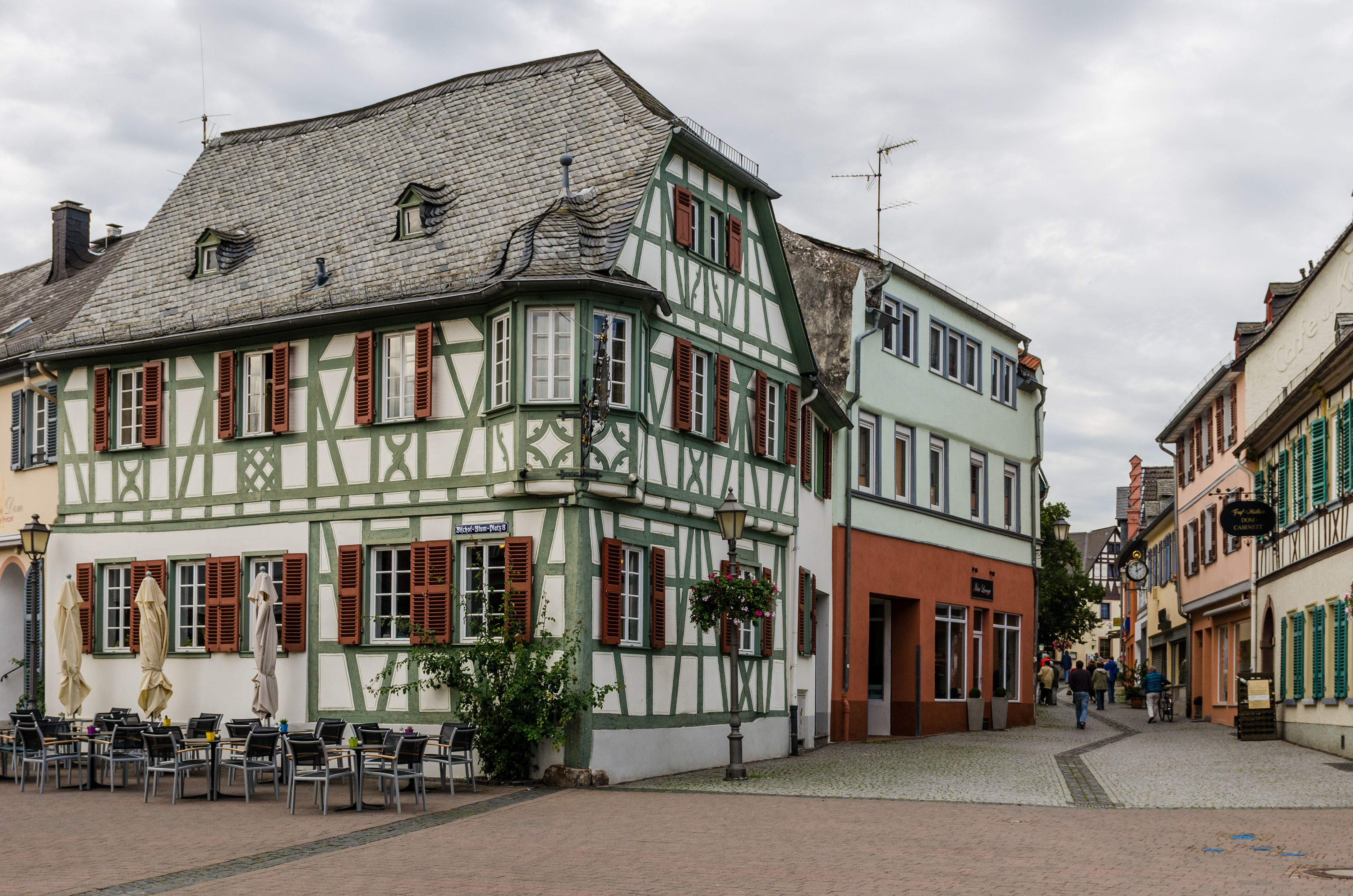
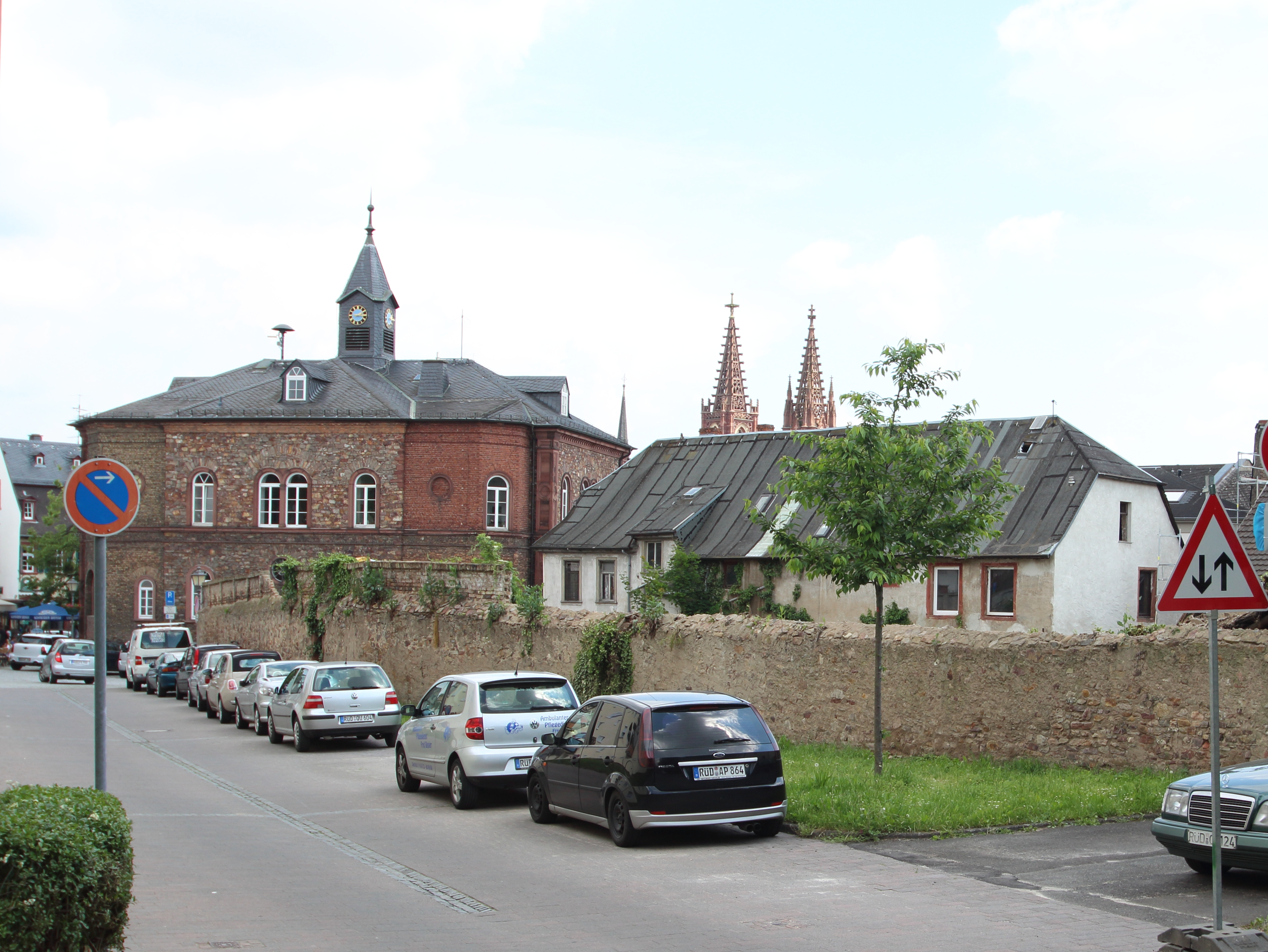
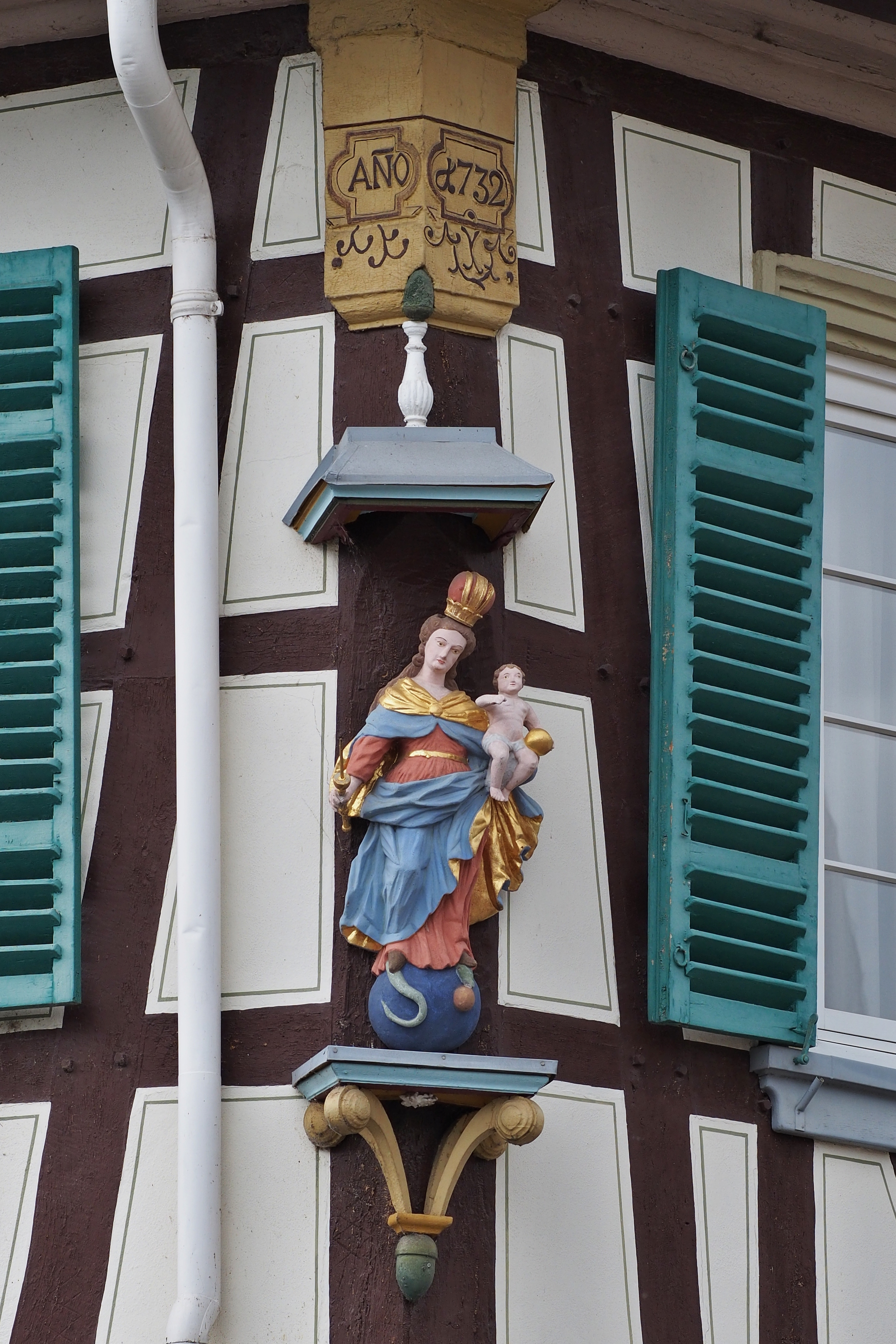
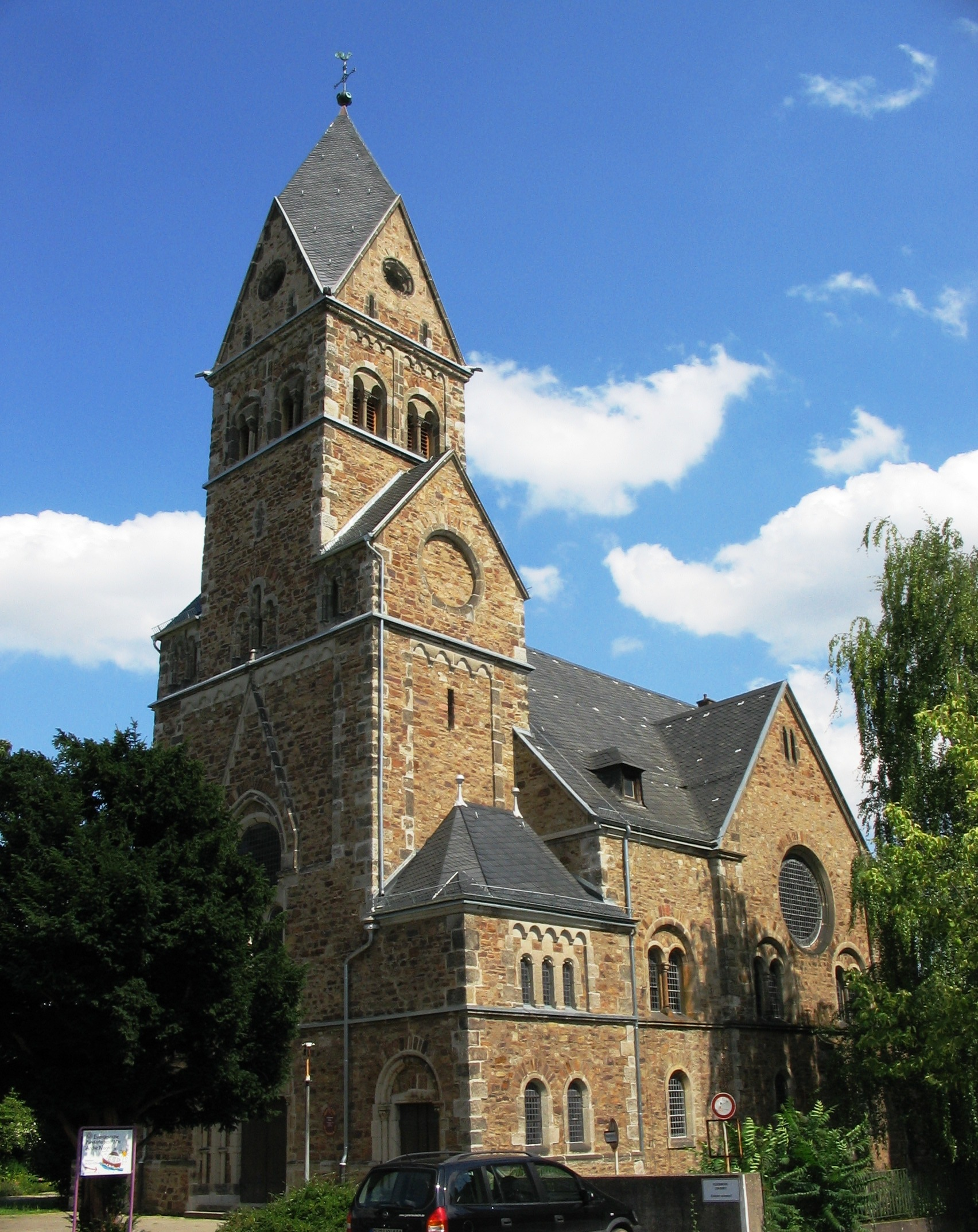
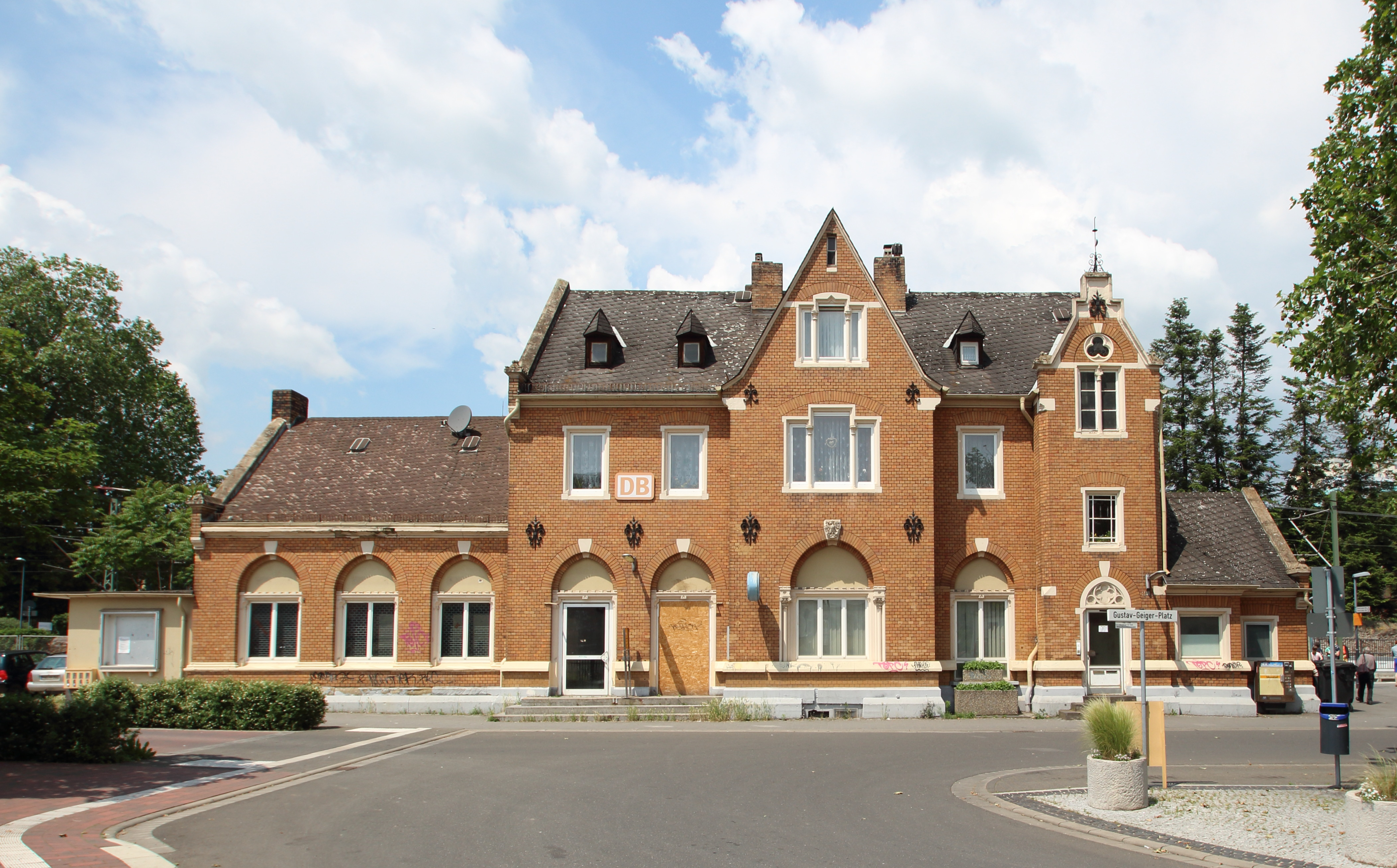
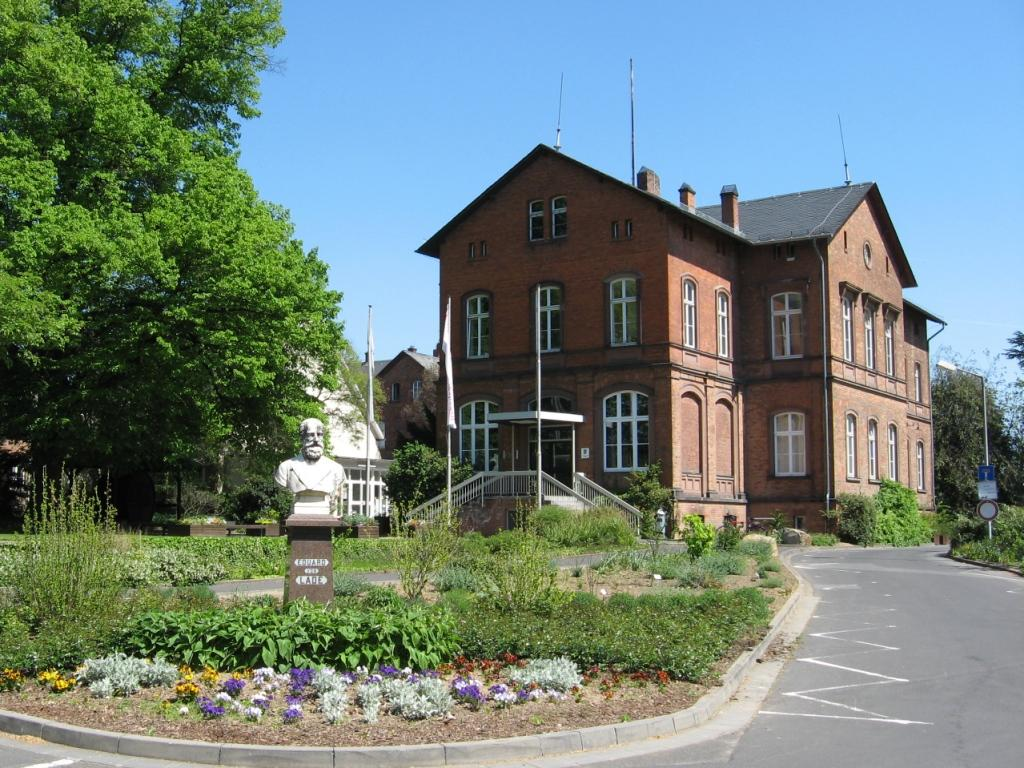
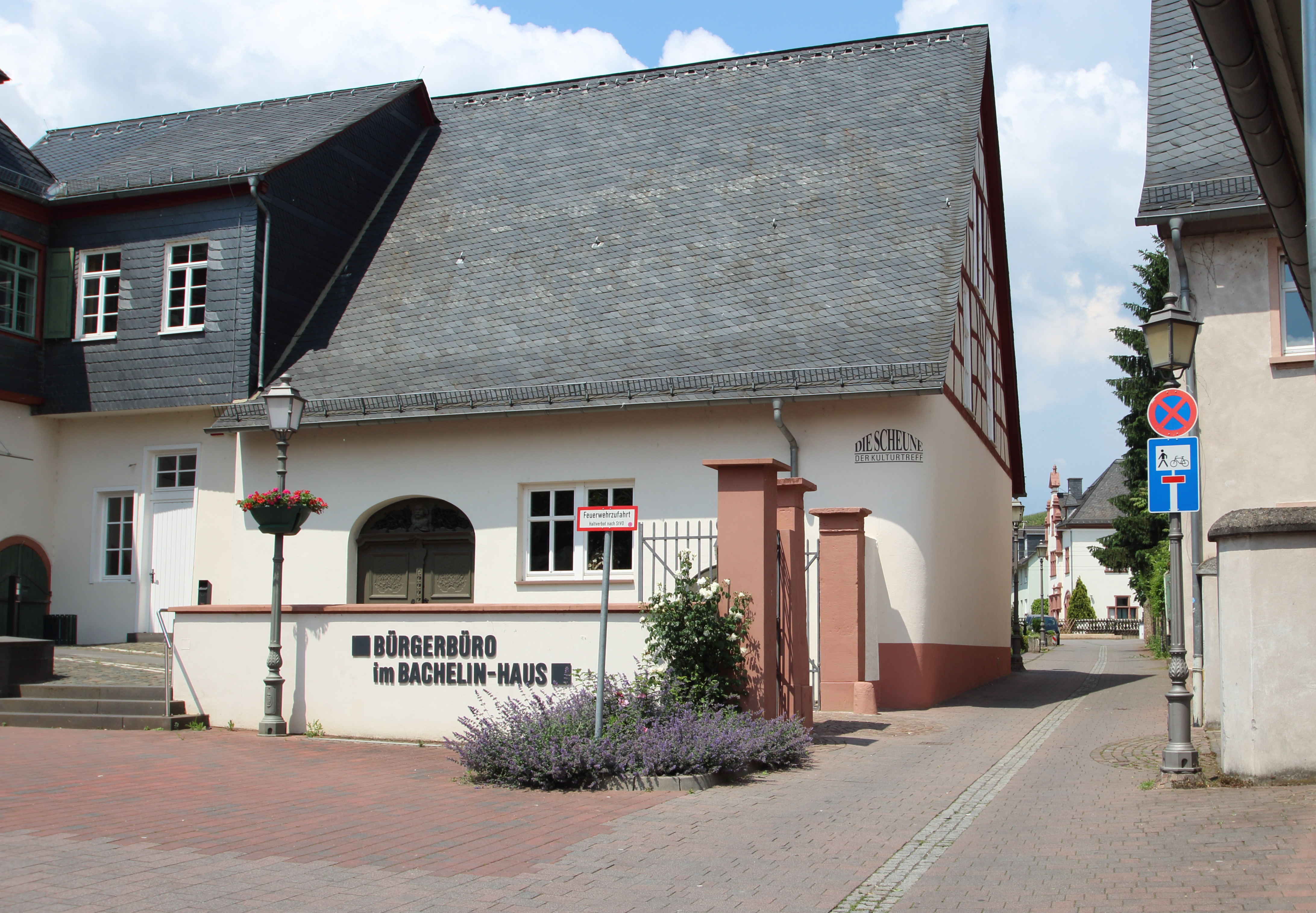
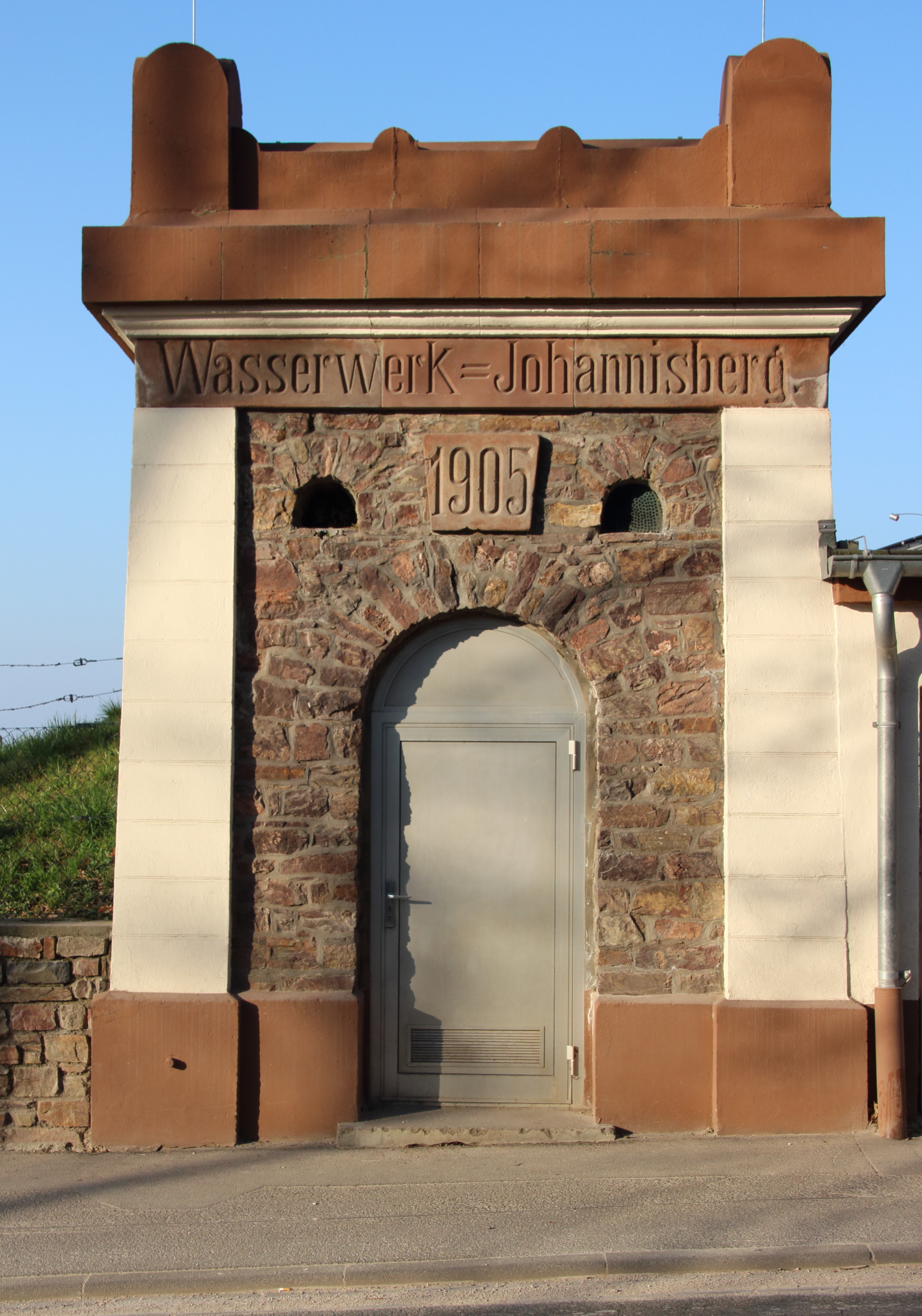
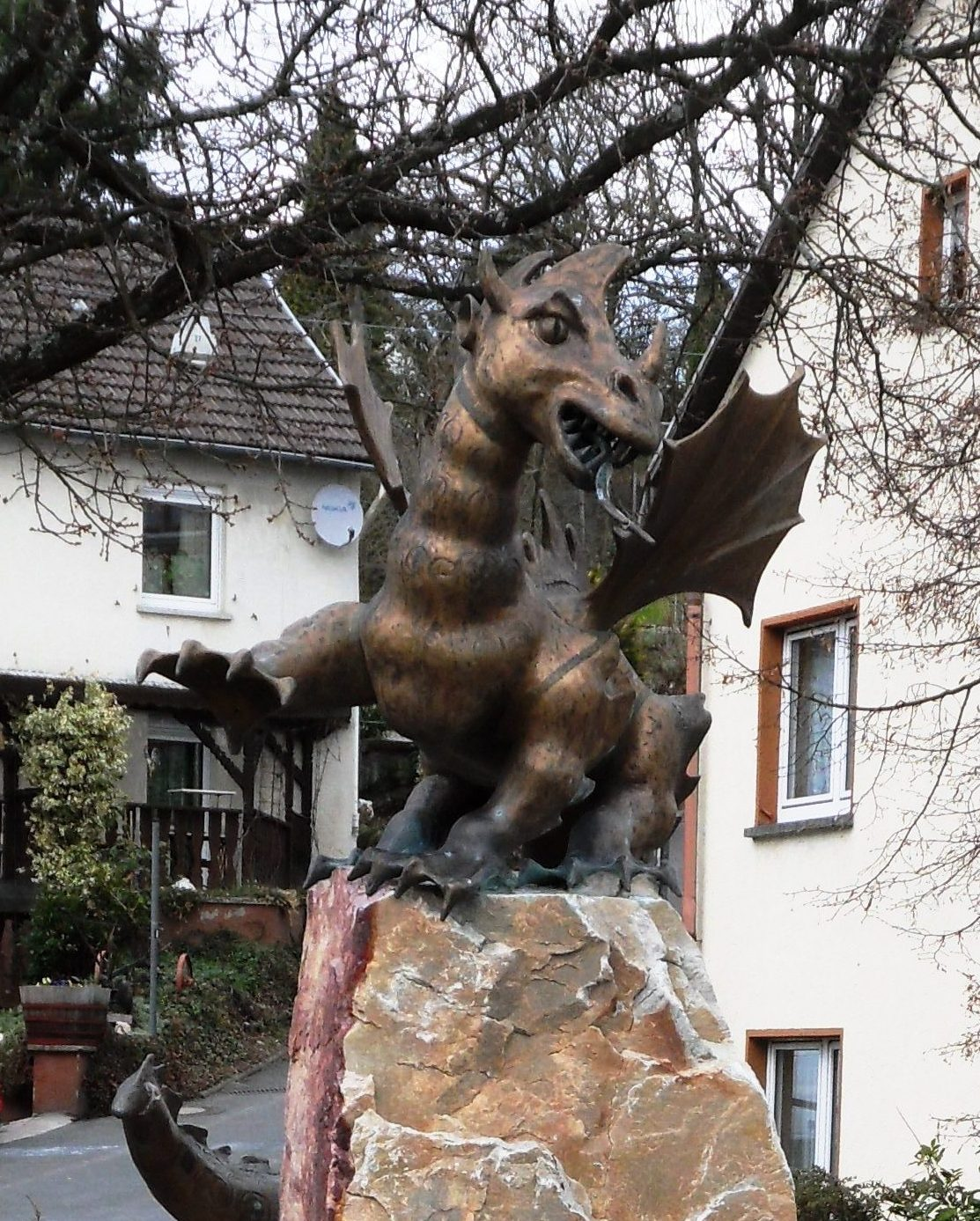
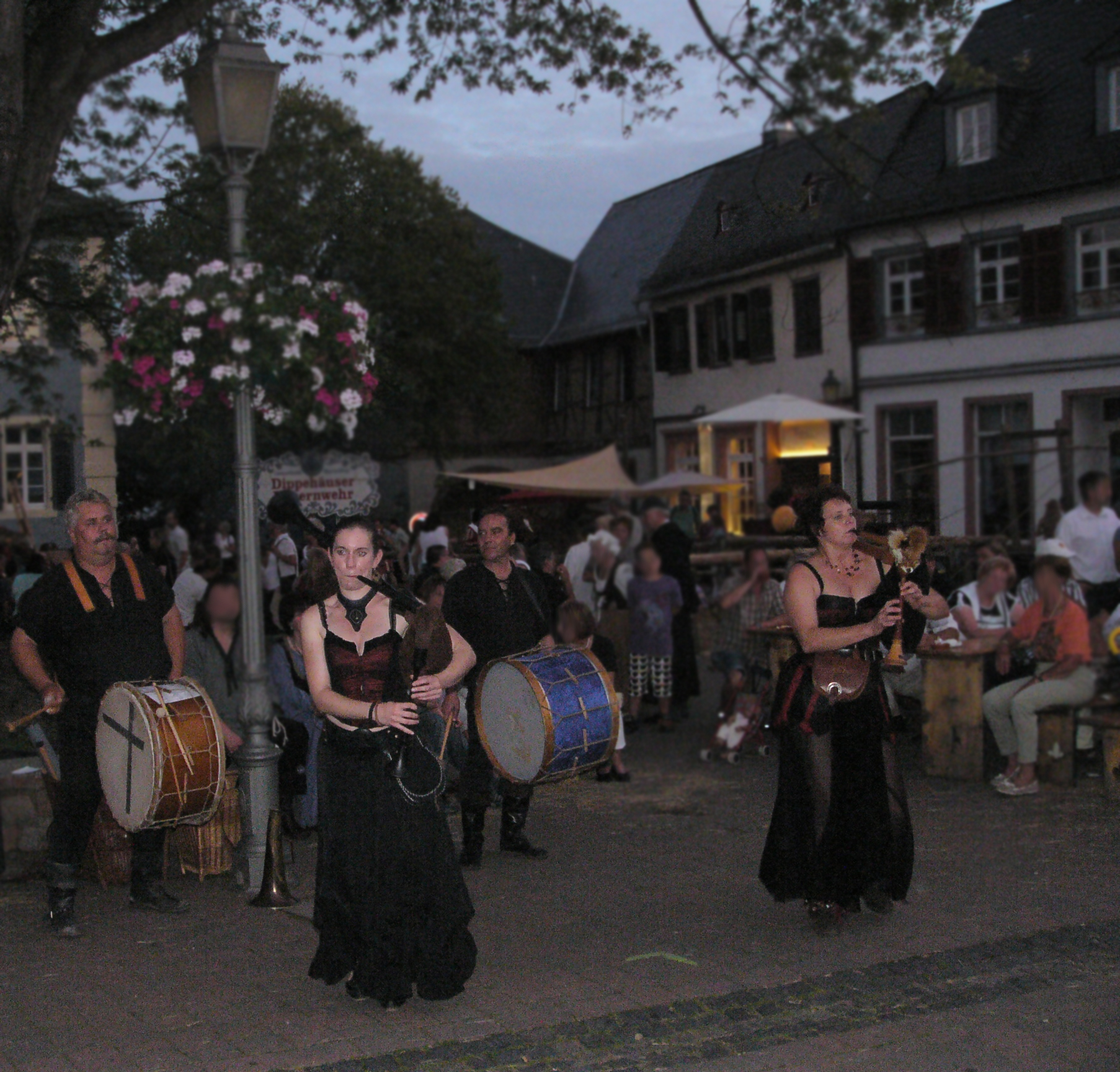
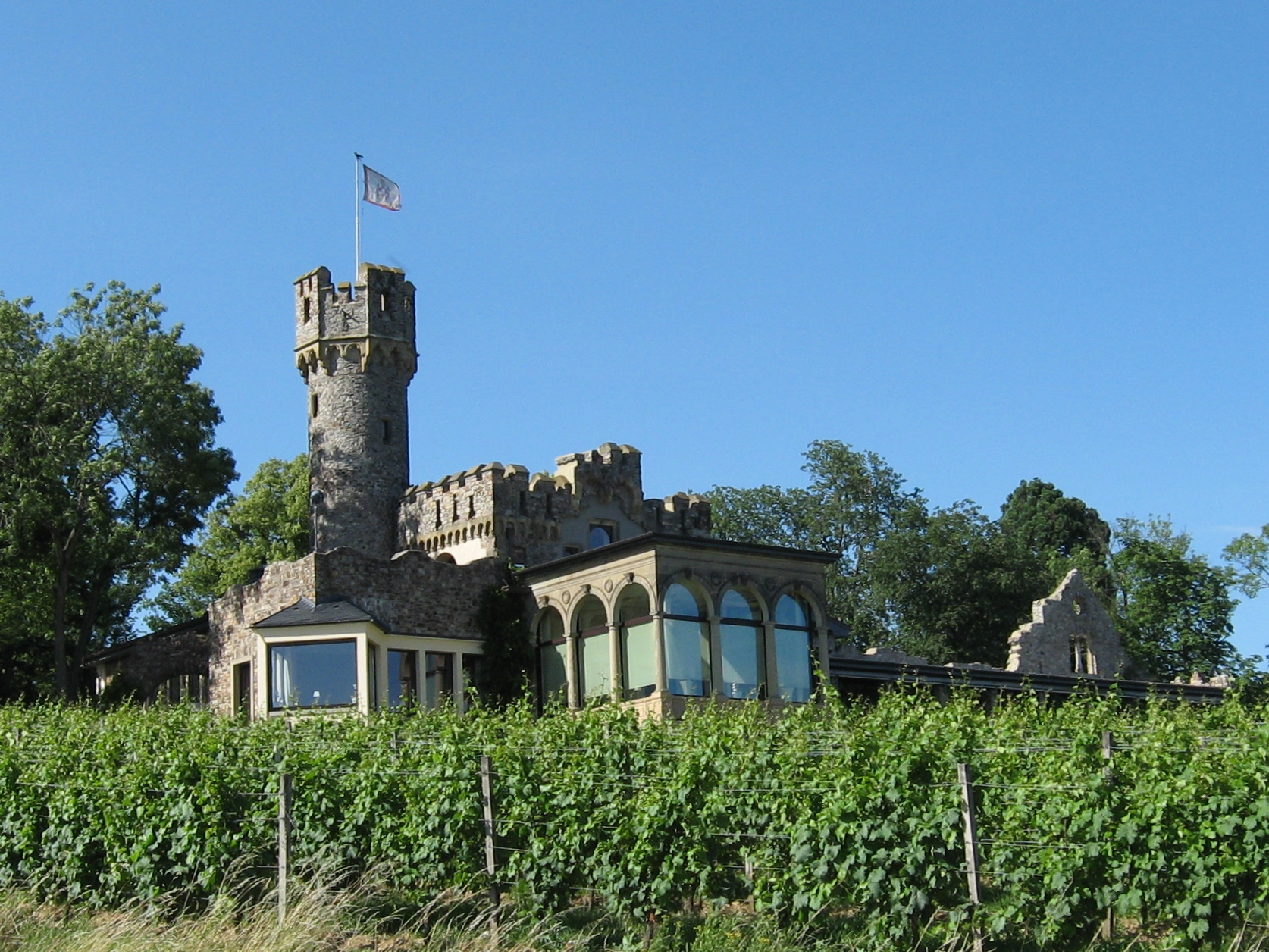
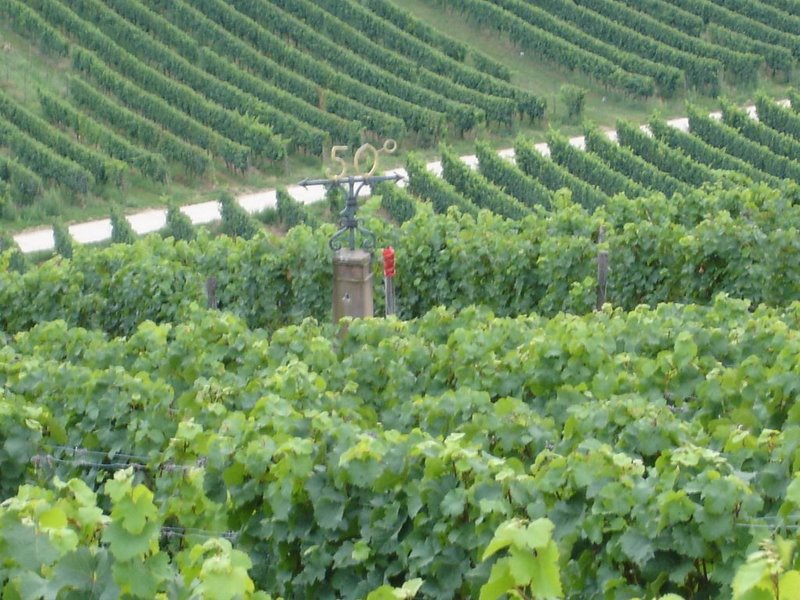